# 6세대 전투기

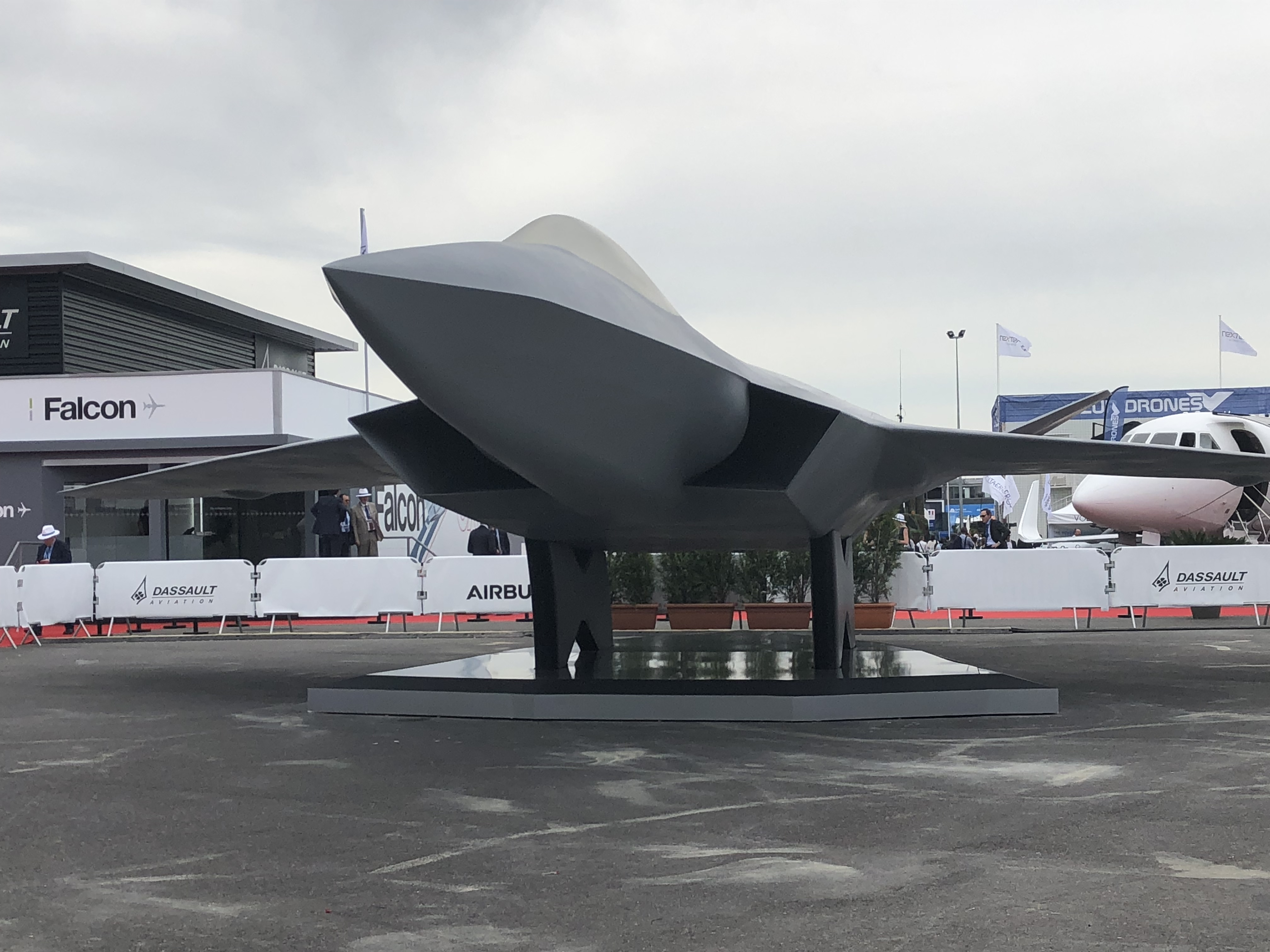
2019 파리 에어쇼에 전시된 다소 FCAS 전투기 모형

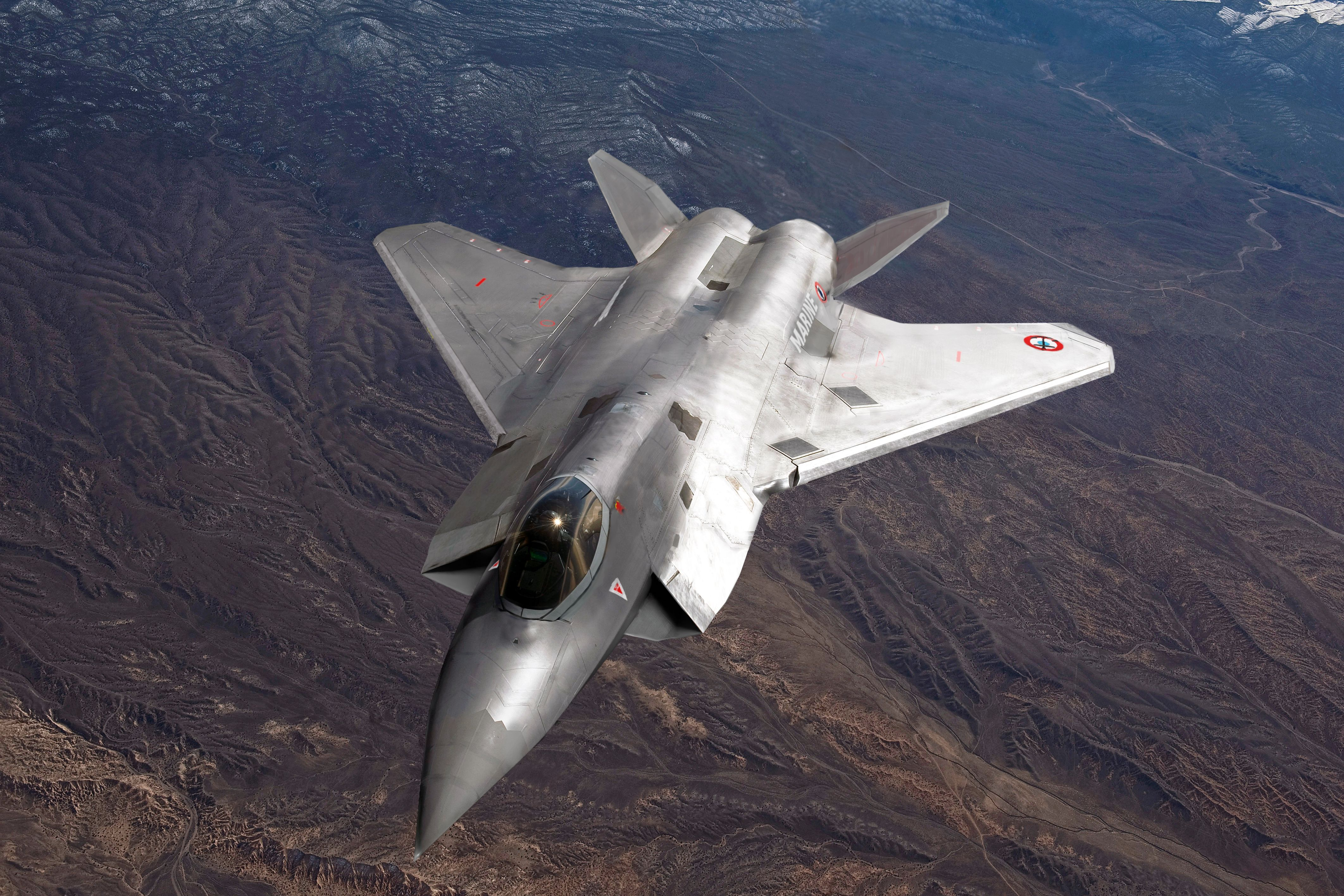
다소 FCAS

6세대 전투기(六世代戰鬪機, 영어: sixth-generation fighter)는 스텔스 전투기라는 5세대 전투기 보다 발전된 미래의 전투기 개념을 말한다.

## 역사
미국은 2025-2030년 6세대 전투기를 배치할 계획이다. 기존의 요격기인 4세대 F-15 이글, 5세대 F-22 랩터를 대체할 것이다. 1976년 실전배치된 4세대 F-15 이글은 1970년대 세계 최고의 요격기, 2005년 실전배치된 5세대 F-22 랩터는 2000년대 세계 최고의 요격기로 유명하다. 즉, 미국은 30년을 주기로 새로운 세대의 최첨단 전투기를 배치하고 있다. 반면에, 한국은 2005년에 4세대 F-15K 슬램이글을 실전배치했고, 5세대 F-35를 2019년에 실전배치하였다.
또한 2012년 10월, 프랭크 캔달 미국 국방부 획득기술군수차관은 한 메모에서 "F-35를 대체할 차세대 전투기 고려를 시작하기에 너무 이른 것은 아니다."라고 말했다. 대한민국 방위사업청의 방위사업청장은 차관이며, 무기 획득을 주관한다. 미국 국방부 획득기술군수차관은 미국 국방부 장관 아래의 차관인데, 무기 획득을 주관한다. 대한민국 방위사업청은 예전에는 국방부 조달본부장, 개칭해서 국방부 군수본부장으로 불렸고, 군단장을 지내고 난 고참 삼성장군이 본부장으로 임명되는 것이 보통이었다. 반면에 미국 국방부 획득기술군수차관은 민간인이다. 미국은 국방장관, 국방차관이 보통 방산재벌그룹의 경영진, 정치인으로 임명된다. 군의 문민지배 원칙에 따라 장군이 임명되지 않는다.
2010년 4월, 미국에서 6세대 전투기를 구체적으로 계획하기 시작한 본격적인 내용은 아래와 같다. 당시 미국 국방항공우주연구소 국방연구부무 플랑드르 윌슨(Flandre Wilson)은 5세대 전투기엔 전례없던 기술인 3가지(레이저 무기, 무인화, 기기 인공지능화 및 하이브리드 화) 기술을 주목하며, "미국의 국방력 향상과 혹여나 인류에게 발생할지 모를 외계문명과의 접촉(공중전) 대비를 위하여 이전세대 전투기들보다 더욱 빠르고 민첩하며 강한 전투기를 개발 해야만 한다"라고 발언하였다. 이후 본격적으로 2013년 4월, DARPA는 미국 공군과 미국 해군의 6세대 전투기 개념연구를 시작했다.
2019년 9월 23일, 러시아 세르게이 호흘로프 항공시스템연구소 소장은 6세대 전투기는 자동조종시스템이 장착되는 것이 5세대 전투기와 차이라며, 다른 모든 성능은 기존 전투기의 순항속도, 기동능력, 스텔스 기능 등을 향상하는 수준이 될 것이라고 소개했다.
2020년 1월 16일, 영국 롤스로이스는 영국, 이탈리아 등이 공동으로 개발 중인 6세대 전투기 BAE 템페스트 전투기의 엔진에 탑재될 E2SG(Embedded Electrical Starter Generator) 발전기가 성공적으로 개발됐다고 밝혔다. 2025년 시제기를 선보이게 되는 BAE 템페스트는 다기능 레이더가 전후좌우에 탑재되어 조기경보기의 역할도 할 수 있다. 기존의 전투기에 탑재된 단거리 전투용 기총대신 레이저 무기가 탑재된다. 이로 인해 기존 전투기보다 많은 양의 전력이 필요하다. 이를 위해 롤스로이스는 전투기엔진내 탑재된 발전기의 전력발생에 따른 열 부하를 줄이면서 전력생산을 늘리는 E2SG(Embedded Electrical Starter Generator)를 2014년부터 개발해왔다. 신형 발전기를 장착한 엔진은 2021년 첫선을 보이게 된다.
일본과 대한민국도 6세대 전투기 개발을 단독 진행중으로 일본은 미쓰비시 F-3 전투기를 2020년대 초반부터 설계 및 시험 계획이 확정된 후 2024년 시제기 출고, 2028년에 처녀 비행에 돌입할 예정이다. 양산 및 실전배치는 2031년부터 시작한다. 대한민국 역시 6세대 전투기를 보유하기 위한 계획을 수립하기 시작하여 2030년대 중반부터 전투기에 인공지능 기술이 적용, 인공지능이 조종사에게 회피기동 거리나 속도, 방향에 관한 정보를 제공하게 된다. 2045년 이후부터는 자유의지와 인간 1000명의 능력을 가진 인공지능이 무인기를 단독 조종할 수 있을 것으로 전망된다.

## 구분

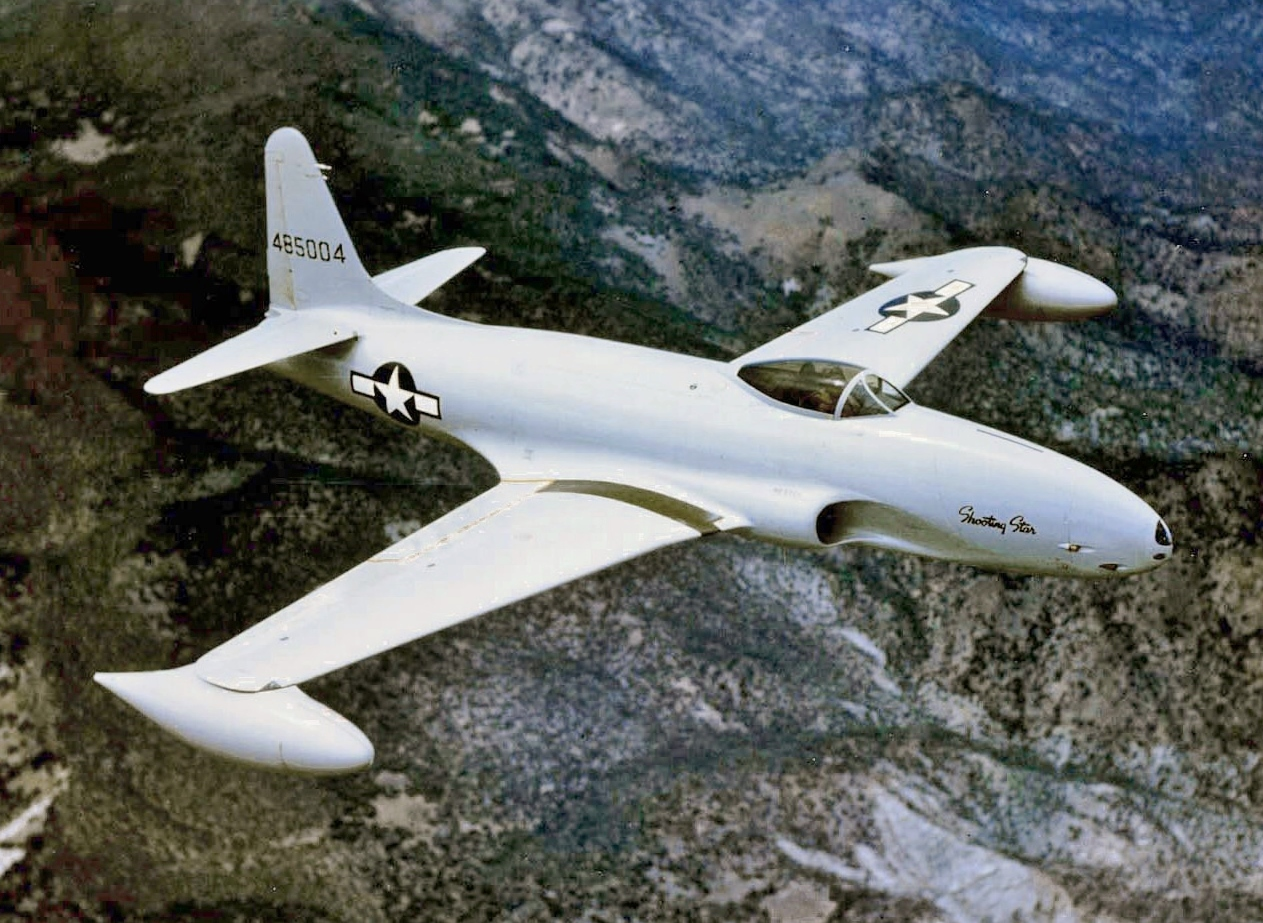
록히드 P-80 슈팅스타

- 1세대 전투기 : 최초의 제트 전투기, 1940-1950년대, P-80
- 2세대 전투기 : 초음속 전투기, 1950-1960년대
- 3세대 전투기 : 레이더, BVR 공대공 미사일, 1960-1970년대
- 4세대 전투기 : 플라이바이와이어(FBW) 비행 제어 시스템, 다목적 전투기, 1970-1990년대
  - 4.5세대 전투기
- 5세대 전투기 : 스텔스 전투기
- 6세대 전투기 : AI 전투기

## 특징
- 대용량 네트워크, AI, 사이버전쟁, C3 개선 등을 포함하는 최신 디지털 장비
- 원격조종, AI 조종 추가
- 헬멧 마운티드 디스플레이 업그레이드. AI가 지원하는 360도 시야 제공
- 최신 스텔스 기체, 최신 항법장비
- 최신 엔진. 낮은 수명주기비용
- 공대지 공대공 미사일 사거리 증가
- CIWS를 위한 레이저 무기 탑재 가능

2020년 10월 29일, 찰스 브라운 미국 공군참모총장은 "현재 구상 중인 6세대 전투기는 기체 자체 특성보다는 디지털 기술을 활용해 더 신속히 설계하고 생산하는 개념에 방점을 두고 있다"고 말했다.
1960년대 F-4 전투기 기능 중 4%가 소프트웨어로 구동됐으나 2000년 F-22 전투기는 소프트웨어가 80%를 구동한다.
6세대 전투기는 5세대에 비교해, 기체가 더 뛰어난 성능을 갖추는게 아니라, AI 도입 등 최첨단 소프트웨어 기술의 향상이 핵심적인 특징이다.
2020년 8월 20일, 미국 국방성의 연구개발을 담당하는 고등방위연구계획국(DARPA)이 주최한 알파도그파이트(AlphaDogfight) 모의 공중전 대회에서 헤론 시스템즈(Heron Systems)가 개발한 인공지능 알고리즘이 F-16 전투기의 5가지 기본 전투기 기동 시나리오 시뮬레이션 전투를 통해 인간 F-16 조종사를 5-0으로 이겼다.

## 6세대 전투기 목록
- 미국
  - 공군 F-X
  - 해군 F/A-XX
- 러시아 : 미코얀 MiG-41
- 중국 : J-XX
- 프랑스  독일  스페인 : 미래전투항공체계(FCAS)
- 영국  이탈리아  일본 : GCAP
- 대만 : ADF 전투기
- 대한민국 : KF-XX(KF-21 블록3 혹은 완전히 차별화된 새로운 개발 프로젝트)
- 인도 : AMCA Mark 2 (개발 예정)

## 같이 보기
- 4세대 전투기
- 4.5세대 전투기
- 5세대 전투기